# Плавець (фільм, 1981)
«Плавець» — радянський художній драматичний фільм, знятий режисером Іраклієм Квірікадзе на кіностудії «Грузія-фільм» у 1981 році.

## Сюжет
Герой фільму, плавець Антон Думбадзе, розповідає історію плавецької династії Думбадзе з Батумі — діда Дурмішхана (загинув у 1920-ті роки) і батька Доментія (репресований у 1940-ті). Дурмішхан проплив шлях від Батумі до Поті, але ніхто не повірив дивакуватому батумцу, який тижнями сидів в акваріумі. Доментій вирішив повторити досягнення батька, але став жертвою сталінських репресій. Через багато років Антон збирається зробити те ж саме, чого домігся його дід і не зміг зробити батько — заплив від Батумі до Поті… Фільм поставлений у вигляді частково «документальних кадрів», частково «німого кіно» — ці кадри супроводжуються голосом оповідача.

## У ролях
- Елгуджа Бурдулі — Дурмішхан Думбадзе, дід
- Руслан Мікаберідзе — Доментій Думбадзе, батько
- Баадур Цуладзе — Антон Думбадзе, оповідач
- Гурам Пірцхалава — Одиссей Месхі, суперник Доментія
- Нана Квачантирадзе — Лала Думбадзе
- Гія Лежава — Бесо Антадзе
- Імеда Кахіані — Ісидор Буадзе
- Теймураз Мурванідзе — Томас Уїнстон
- Мака Махарадзе — епізод
- Нана Джорджадзе — асистент

## Знімальна група
- Режисер — Іраклій Квірікадзе
- Сценарист — Іраклій Квірікадзе
- Оператор — Гурам Тугуші
- Композитор — Теймураз Бакурадзе
- Художник — Олександр Джаншиєв